# Okinawská kuchyně

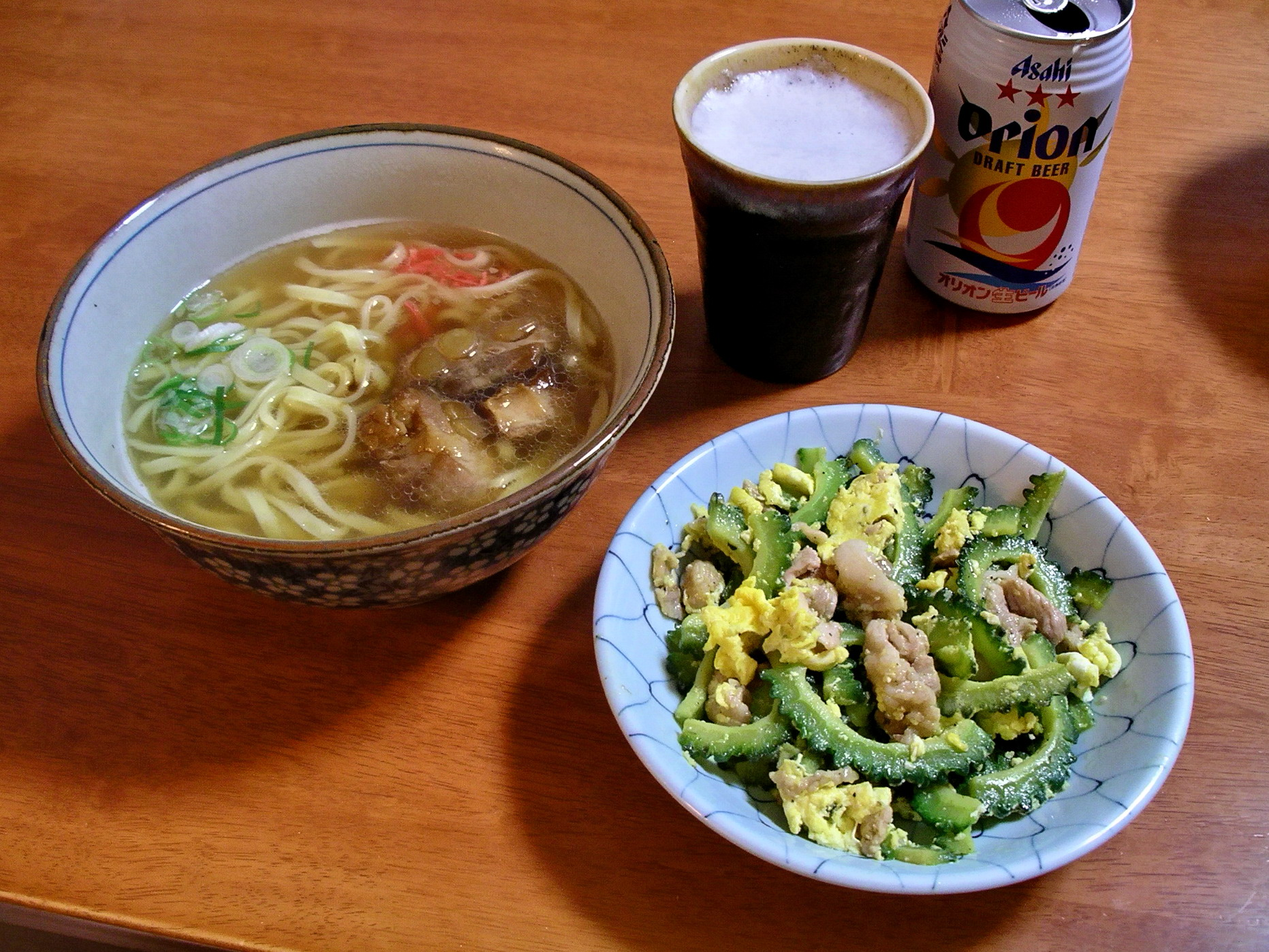
Polévka soba, čanpuru a plechovka okinawského piva Orion

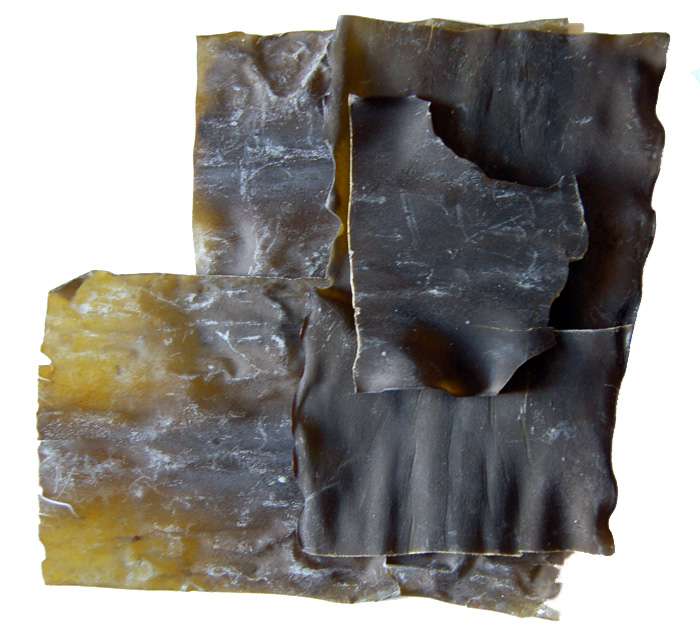
Kombu

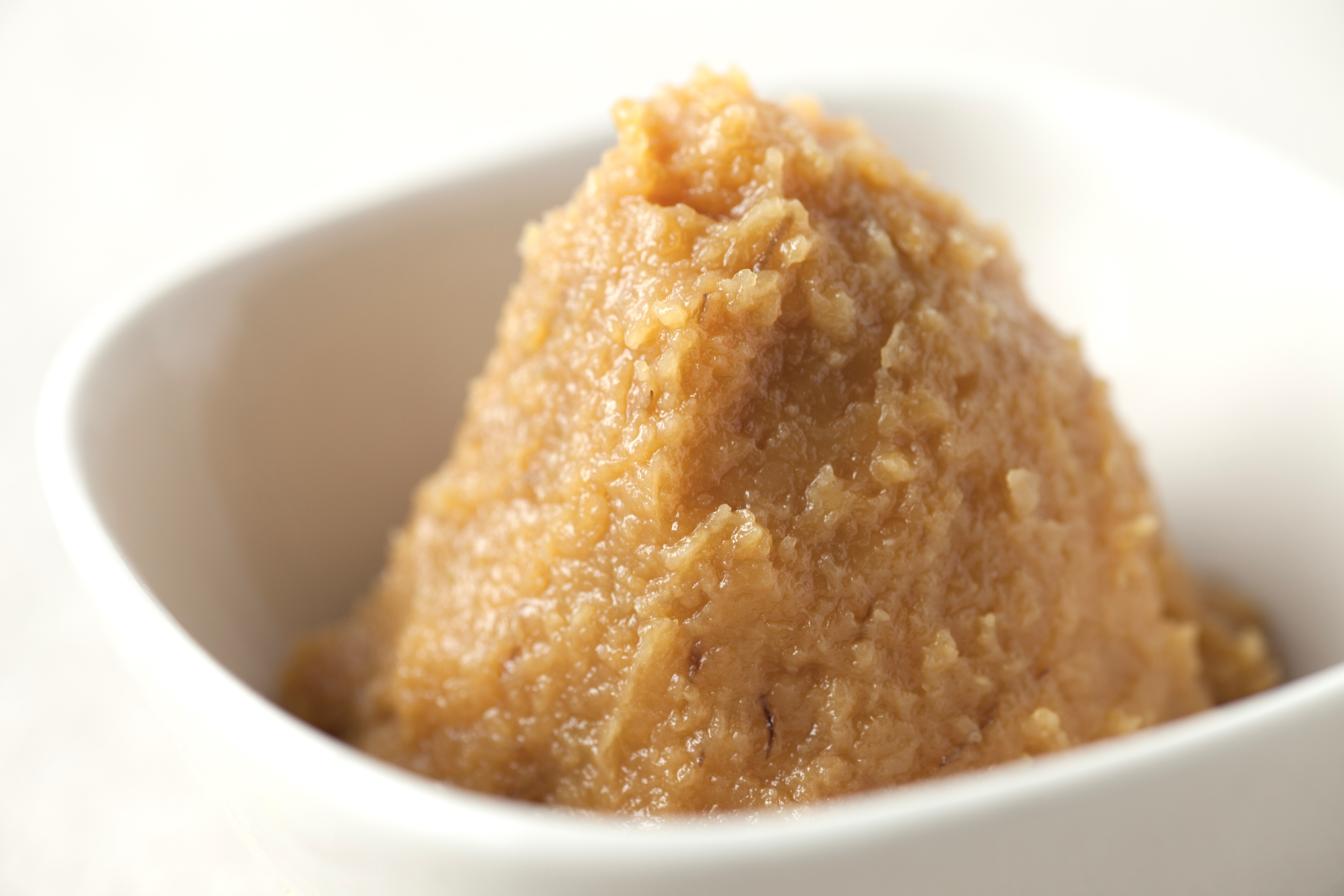
Miso

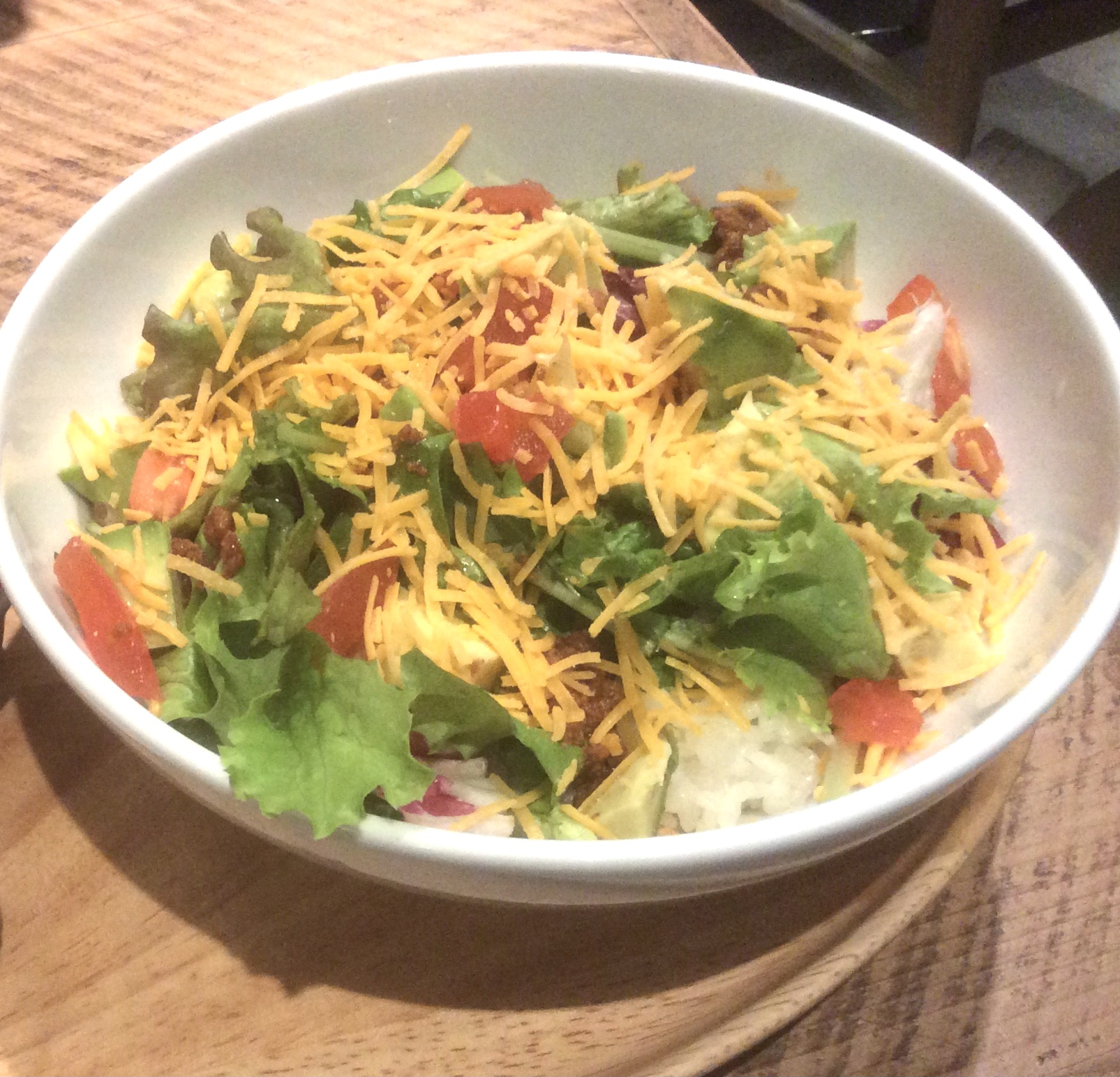
Taco rice

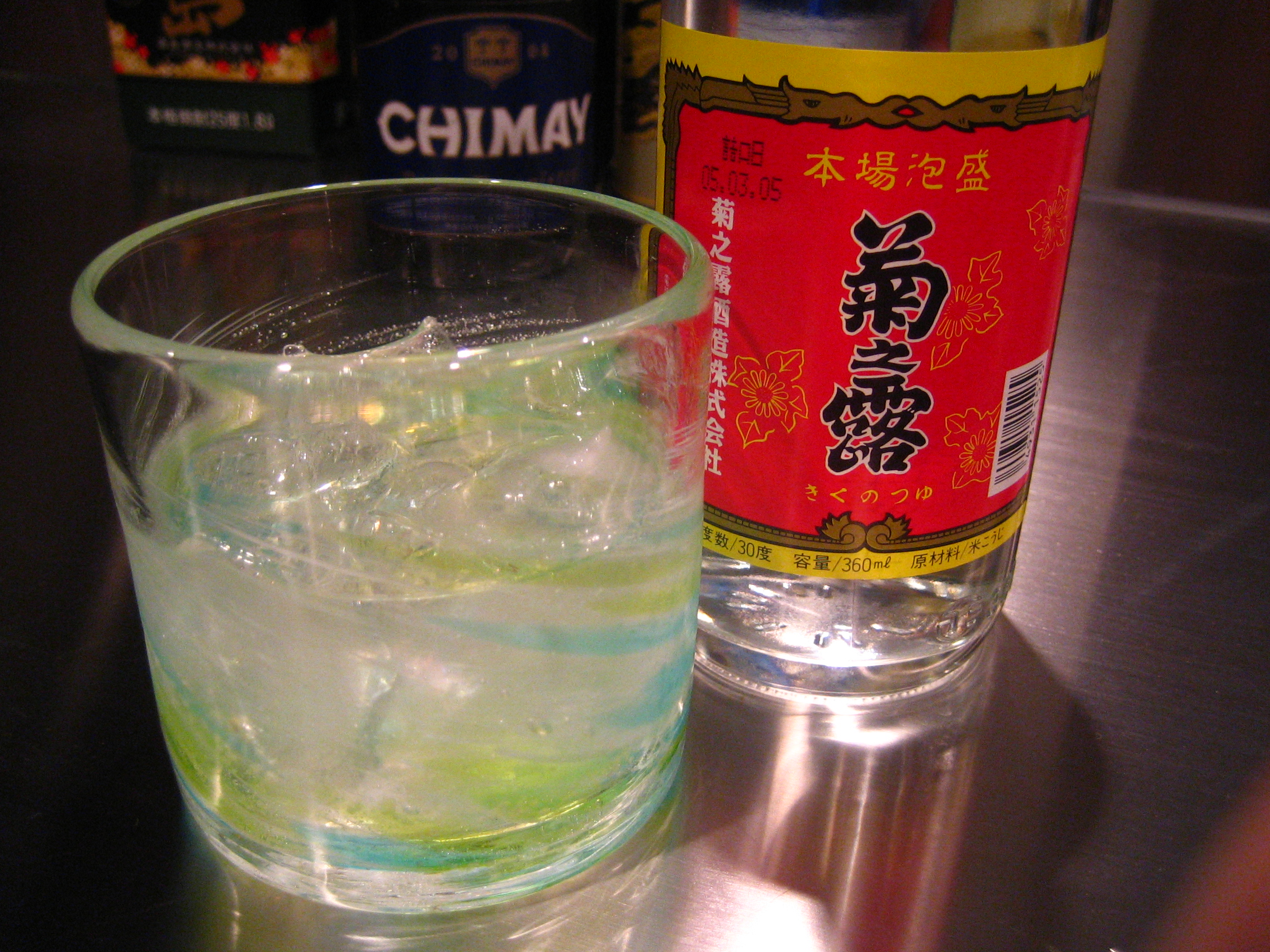
Sklenice Awamori

Okinawská kuchyně (japonsky 沖縄料理, Okinawa rjóri) je tradiční kuchyně ostrova Okinawa a okolních Okinawských ostrovů na jihu Japonska. Okinawská kuchyně se od kuchyně zbytku Japonska poměrně liší, díky odlišné kultuře, podnebí, používaným surovinám, ale i díky vlivu z ostatních regionů.
Spekuluje se o vlivu okinawské kuchyně na dlouhověkost: Okinawa jedním z regionů, kde se největší množství lidí dožívá více než 100 let (pětkrát častěji než ve zbytku Japonska).
Okinawská kuchyně je někdy též známá pod názvem rjúkjúská kuchyně (琉球料理, Rjúkjú rjóri).

## Charakter okinawské kuchyně
Na Okinawě jsou patrné vlivy z jižní a jihovýchodní Asie, například kurkuma se používá mnohem více, než ve zbytku Japonska. Naopak na Okinawě se téměř nepoužívají houby. Mezi nejpoužívanější ochucovadla patří miso (sójová pasta), kacobuši (vločky ze sušeného tuňáka) nebo mořská řasa kombu. Z řasy kombu se také připravují polévky, saláty nebo tempura. Mezi další důležité ingredience patří různé hlízy, jako batáty nebo tapioka, rýže, zelenina, tofu nebo seitan. Na Okinawě také roste mnoho druhů tropického ovoce, například mango, ananas, mučenka nebo papája.
Na rozdíl od zbytku Japonska, kde jsou hlavním zdrojem bílkovin ryby a mořské plody, okinawská kuchyně závisí hlavně na mase z domácích zvířat, především na vepřovém, na kterém okinawská kuchyně naprosto závisí. Ryby a mořské plody bylo totiž těžké uchovat ve velmi teplém okinawském podnebí, krom toho v okolí Okinawy mnoho druhů jedlých ryb a dalších mořských živočichů nežije. Navíc, na rozdíl od zbytku Japonska, nebyla Okinawa tolik ovlivněna buddhismem a z něho vycházející tradice nekonzumování masa. Přesto se ryby a mořské plody v menším množstvím podávají: lze setkat se sašimi (plátky syrového rybího masa), kamaboko (rybí koláčky) nebo s rybami opečenými, nasolenými nebo sušenými.
Vliv na okinawskou kuchyni měla i americká okupace Okinawy, která na Okinawu přinesla mnohé prvky z americké kuchyně. Příkladem takového vlivu může být okinawský pokrm taco rice, jehož základem je rýže, která se podává s mletým masem, chilli papričkami sýrem a zeleninou (typickou náplní tacos ve stylu tex-mex).

## Příklady okinawských pokrmů a nápojů
- Čanpurú, smažené kousky zeleniny, tofu a masa
- Džúší, rýžová polévka
- Soba, nudlová polévka
- Taco rice
- Mimigá, opečené vepřové ucho
- Hirajači, větší slaný lívanec
- Činsukó, sladkost z mouky, cukru a vepřového sádla
- Sátá andágí, sladké smažené knedlíčky
- Awamori, rýžový alkoholický nápoj, podobný saké

## Galerie okinawských pokrmů

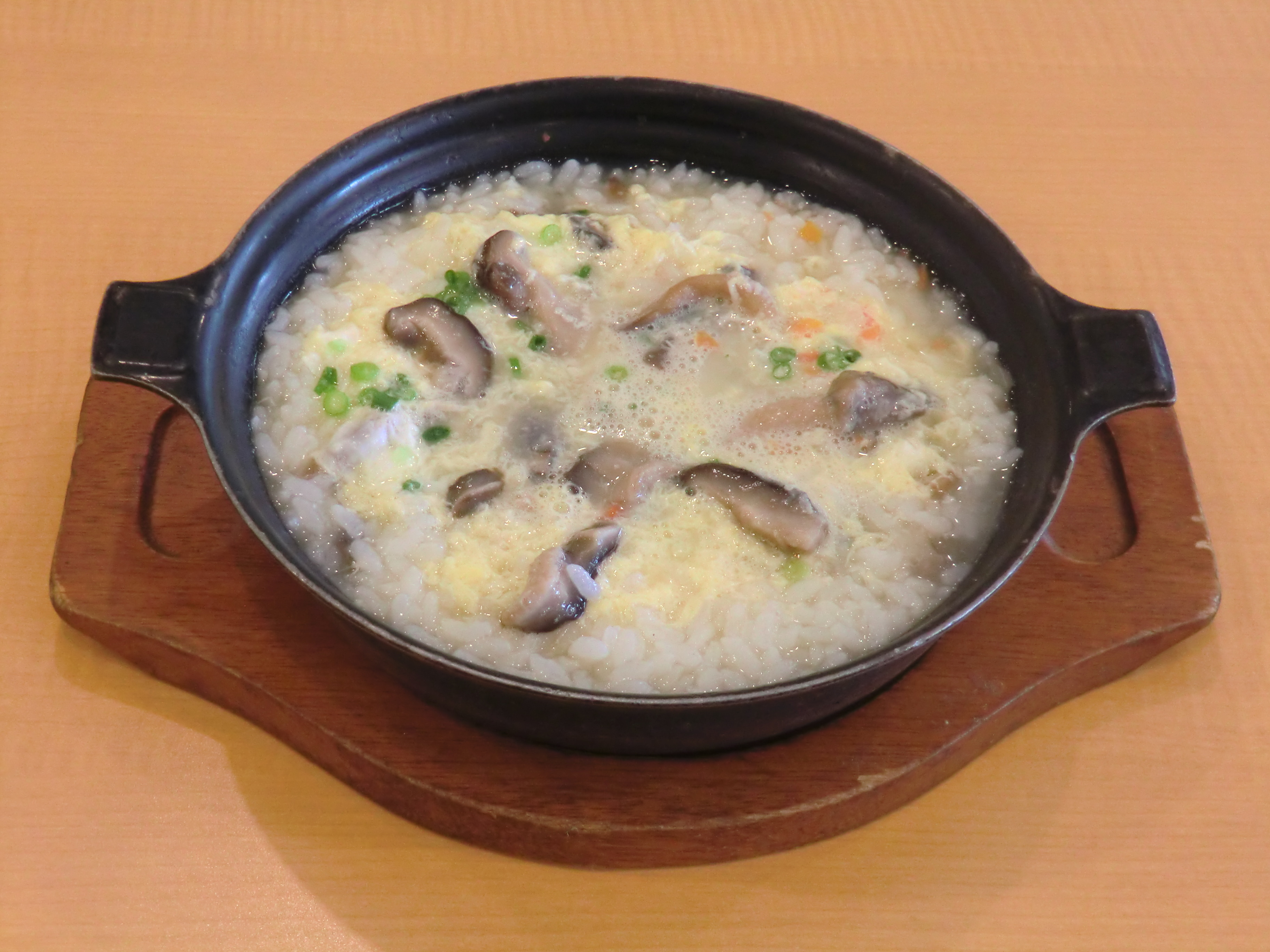
Zósui
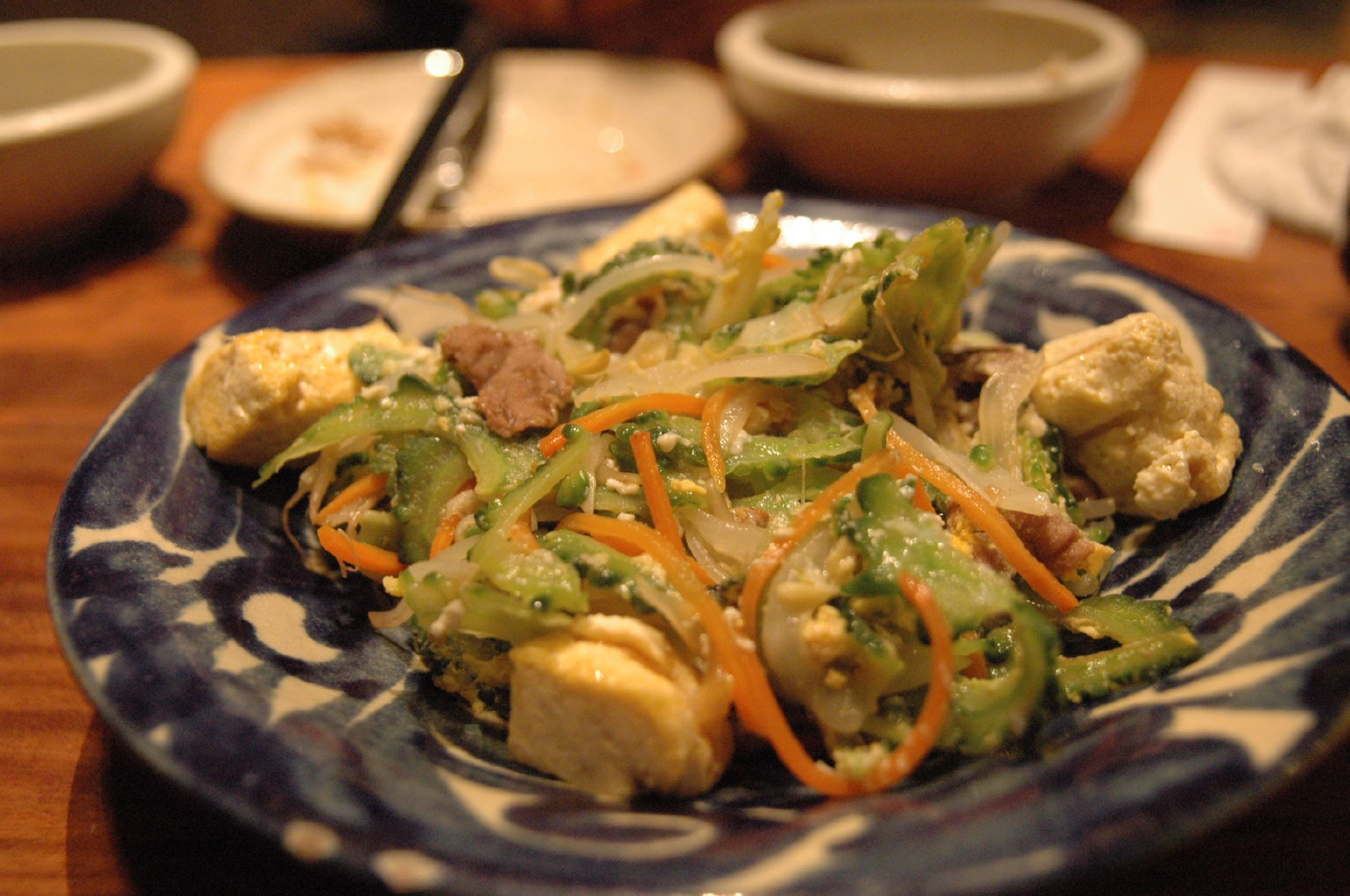
Čanpurú
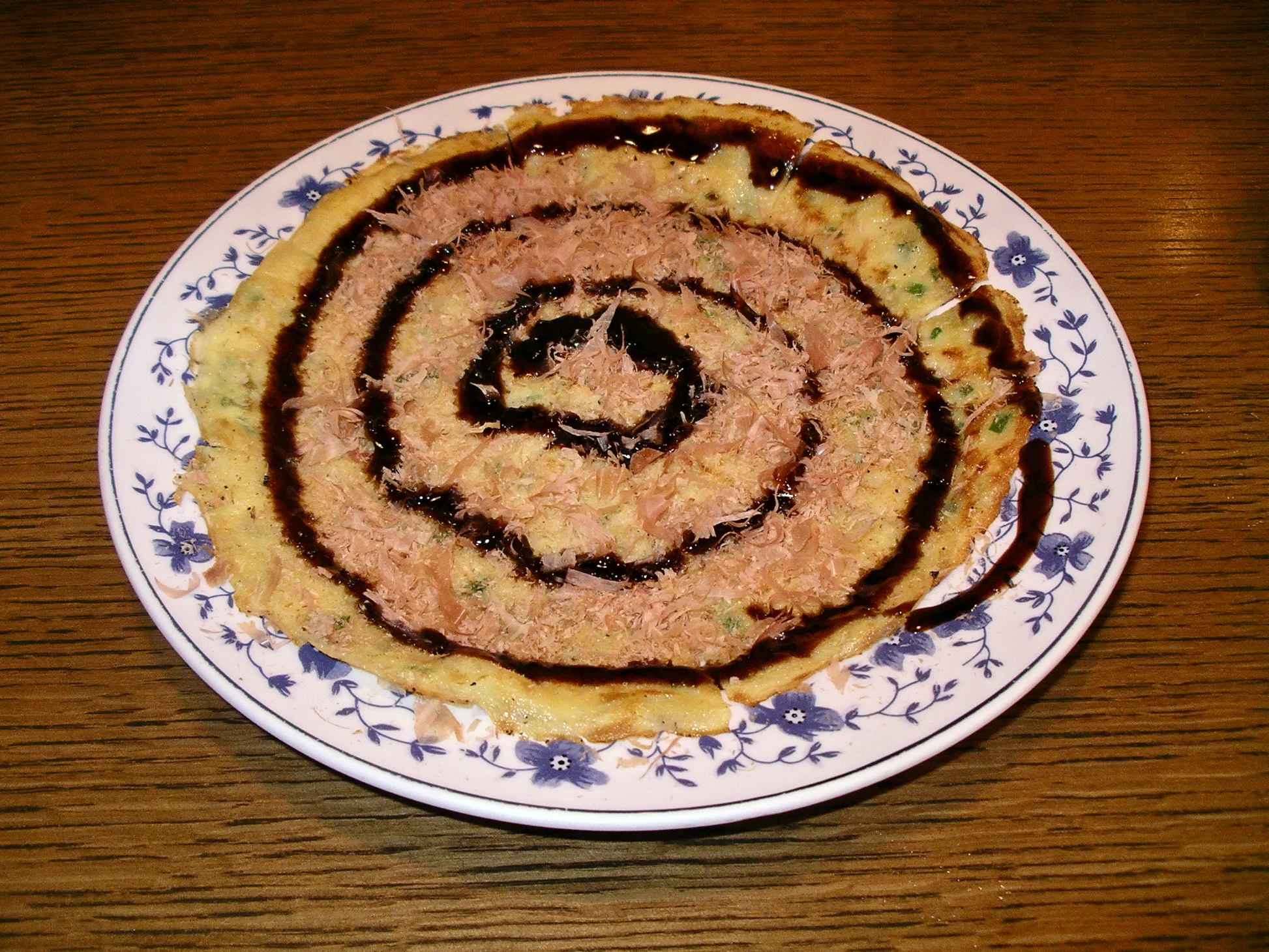
Hirajači
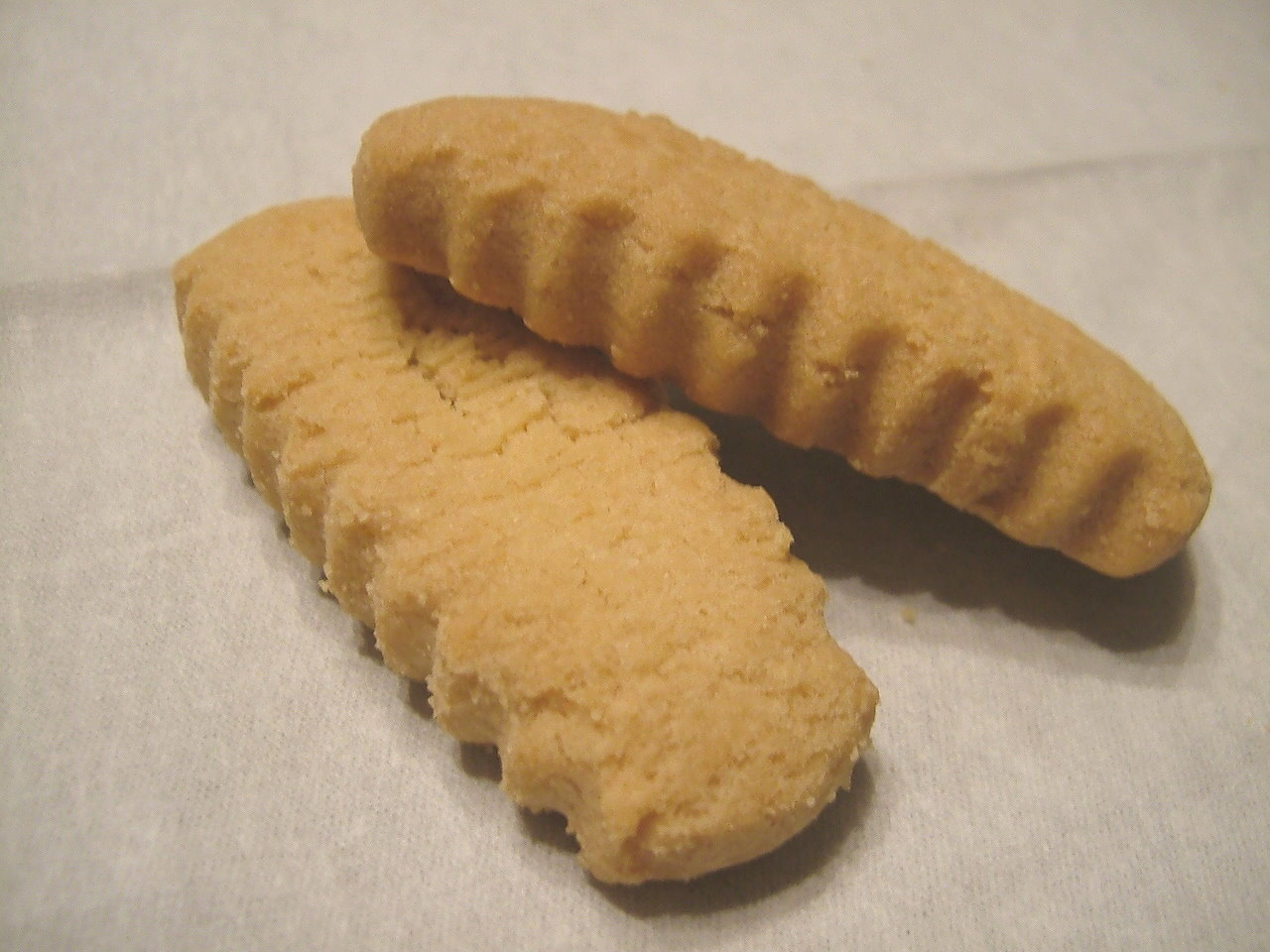
Činsukó
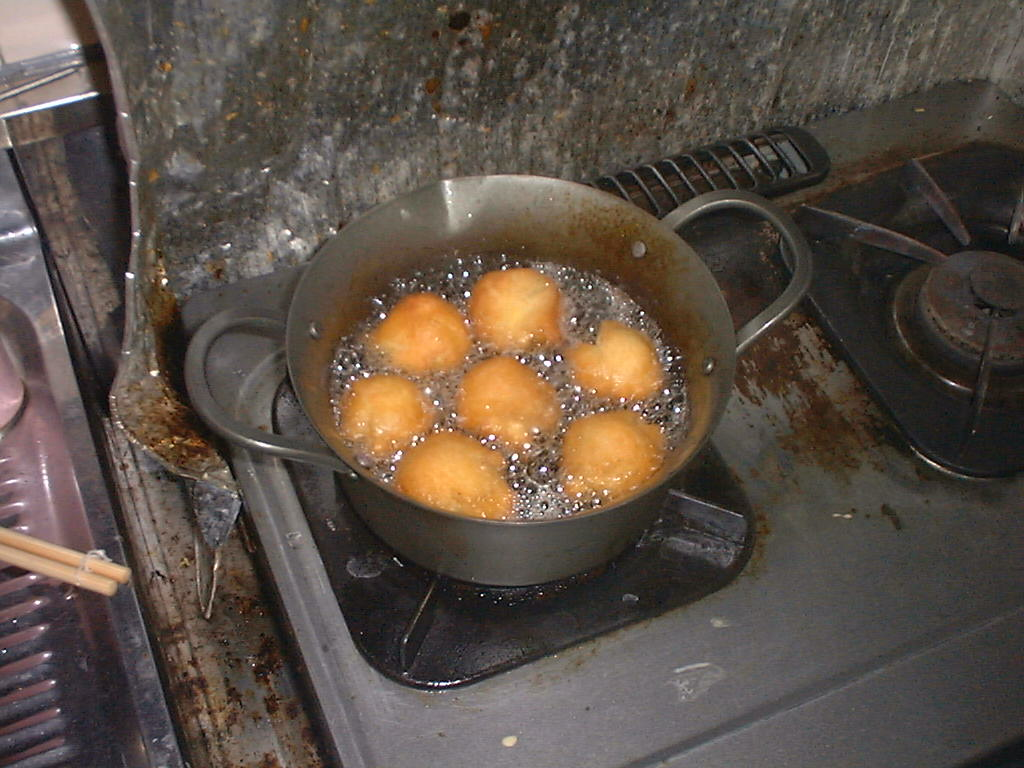
Sátá andágí